# Doliòlides
Els doliòlides (Doliolida) són un ordre de tunicats de la classe dels taliacis. Al nostre pais està ben representat el gènere Doliolum.

## Característiques
Els doliòlides tenen un cicle de vida molt complex que inclou diversos zooides amb funcions diferents. Els membres amb funció de reproducció sexual de la colònia es coneixen com a gonozooides. Cadascun d'ells és hermafrodita i té els òvuls fecundats per espermatozoides d'un altre individu. El gonozooide és vivípar, i inicialment l'embrió en desenvolupament s'alimenta del seu sac vitel·lí abans de ser alliberat al mar com una larva amb forma de capgròs. Alguns d'ells es coneixen com a trofozooides, tenen una funció nutricional, i estan ordenats en files laterals. Altres són els forozooides, que tenen una funció de transport, i estan disposats en una única fila central. Altres zooides s'uneixen als forozooides i es desenvolupen en gonozooides i, quan són madurs, se separen per viure independentment i començar de nou el cicle. Mentrestant, els forozooides han servit al seu propòsit i es desintegren. La fase asexual del cicle de vida permet al doliòlid multiplicar-se molt ràpidament quan les condicions són favorables.

## Taxonomia
L'ordre Doliolida inclou dos subordres i cinc famílies, amb un total de 24 espècies:
- Subordre Doliolidina
  - Família Doliolidae Bronn, 1862
  - Família Doliopsoididae Godeaux, 1996
- Subordre Doliopsidina
  - Família Doliolunidae Robison, Raskoff & Sherlock, 2005
  - Família Doliopsidae Godeaux, 1996
  - Família Paradoliopsidae Godeaux, 1996